# Technisch Instituut H. Elisabeth

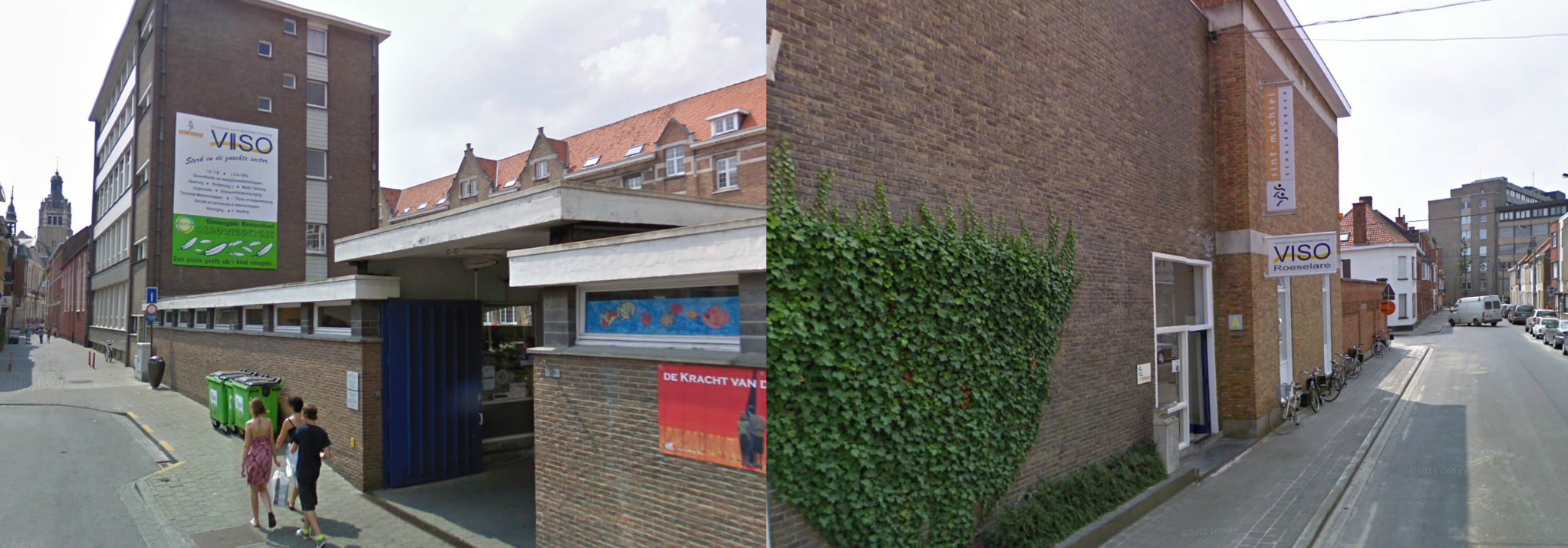
Viso Roeselare

Technisch Instituut H. Elisabeth Grauwzusters is een technische school gelegen te Roeselare gesticht door de Grauwzusters.

## Geschiedenis

### Start
In 1927 werd de Beroeps-, Huishoud- en Handelsschool der Grauwzusters te Roeselare gestichte door moeder Cyrilla, zuster Alfonse (M. Georgine Deleu 1884-1939), zuster Jeanne. Pas in 1934 kwam er een officiële erkenning.
Het beginjaar startte met vier zuster-leerkrachten en enkele hulpzusters. Reeds in 1928 werd de eerste leek-leerkracht aangesteld. De jaren daarop groeide hun aantal naar een evenwicht. Door de uitbouw in 1951 van het Bisschoppelijk Lyceum der Grauwe zusters (Barnum) was er een daling van het aantal zusters dat overgeplaatst werd.
In 1934 werd nieuwbouw gerealiseerd waarin klas- en naailokalen waren gevestigd. Kort daarna, in 1936, werd de afdeling Sierkunst opgericht om in 1942 afgeschaft te worden. De afschaffing was het gevolg van de erkenningsstop ten gevolge van de Tweede Wereldoorlog.

### Na de oorlogsjaren
Op 25 mei 1940 werden de gebouwen getroffen door artillerievuur. Hoewel de nieuwbouw gedeeltelijk was verwoest, vielen er geen dodelijke slachtoffers. Op 10 juni 1940 werden de onderwijsactiviteiten hervat. De school kende een groei door de vlucht van Antwerpse families voor de V1-bommen. In 1950-1951 werd de getroffen school heropgebouwd.
In 1955 nam Moeder Jeanne ontslag wegens de drukte van haar taak als moeder-overste. Ze was ook verantwoordelijk voor de bouw van het Lyceum, de St. Amandsschool, het klooster en de verhuizing van de orden in Lo, Nieuwkapelle, Wervik en Poperinge naar Roeselare.
In 1956 kreeg de school Technisch Instituut H. Elisabeth als naam. Vanaf september 1957 werd er een lagere cyclus Huishoudkunde aan de school toegevoegd en in september 1960 een lagere cyclus Snit en Naad. In 1965 werd het aanbod aangevuld met hogere secundair Home-hostess en in 1968 Familiehulp. Er wijzigden ook enkele richtingen gedurende die jaren, namelijk Huishoudkunde in Sociaal-technische (1969) en Home-hostess in Kantoorwerken (1971) en Snit en Naad in Kleding (1972).
In 1960 werd het huis "Lourdes" in de pontstraat afgebroken en kwam er een nieuw complex. Aan het polenplein kwam een nieuwe vleugel voor de internen en enkele klaslokalen in 1968.

### 1978 - vijftig jaar en verder
De school fuseerde samen met het Sint-Lutgartinstituut, opgericht door de Zusters van Liefde tot het VISO.

### Oud-directie
- Moeder Cyrilla - Elisa Bulcke (1978-1945): 1927-1945
- Moeder Jeanne - Lucie Degraeve (1889-1976): 1946-1956
- Zuster Kristofora - Gerarda Descheemaeker (?): 1956-1979 of later

Directie Grauwzusters
- EH Adolf Quaegebeur (1887-1957): 1924-1939
- EH Michiel Vandenbussche (1904-1940): 1939-1940
- Kanunnik Alban Vervenne (1898-1972): 1940-1949
- Kanunnik Karel André Duforret (1911-1973): 1949-1962

## Bekende leerlingen
- Helena Deckmyn, politicus
- Lieve Denys

## Afbeeldingen

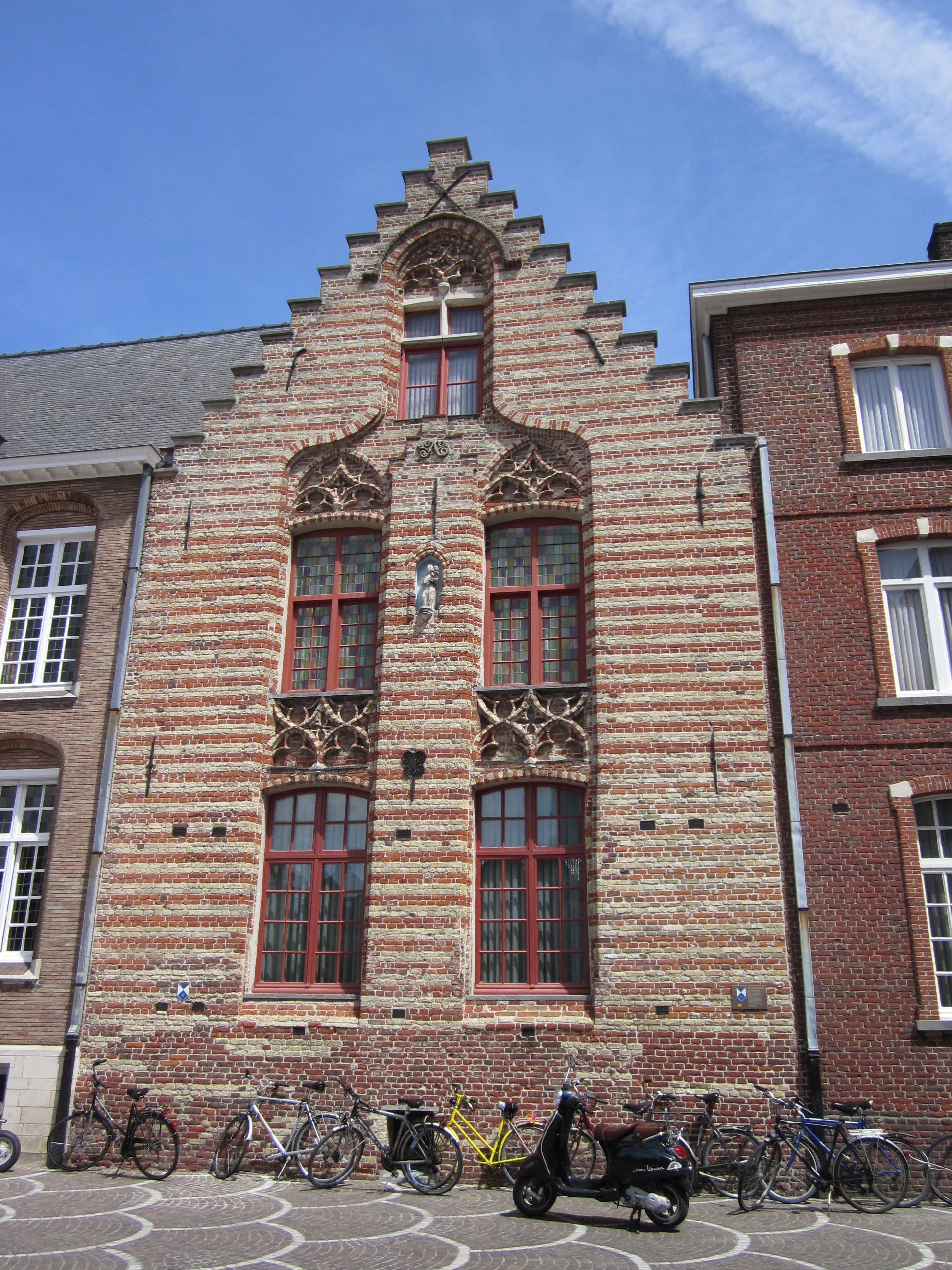
Klooster Grauwzusters waarachter de eerste school begon